# Чепуров, Анатолий Николаевич
Анатолий Николаевич Чепу́ров (1922—1990) — русский советский поэт.

## Биография
Родился 16 июня 1922 года в Духовщине (по другим данным, в Рухвизино, ныне Смоленская область) в семье партийного работника, врача по профессии. Детство провёл в Лодейном Поле. В 1932 году отца назначили заместителем заведующего облздравотделом, и семья переехала в Ленинград. Начал печатать стихи ещё школьником. В 1940 году поступил на филологический факультет Ленинградского университета.
В годы Великой Отечественной войны служил инструктором дивизионной газеты войск НКВД. Был тяжело ранен. В 1946—1949 годах учился в ЛГУ имени А. А. Жданова. Член ВКП(б) с 1947 года. Член Союза писателей с 1948 года. В 1975—1990 годах — первый секретарь Ленинградской областной писательской организации СП РСФСР.
Во время компании по осуждению Иосифа Бродского за тунеядство выступил на заседании Ленинградского отделения СП РСФСР 17 декабря 1963 года в поддержку обвинения.
Депутат ВС РСФСР (1985—1990). Скончался 7 ноября 1990 года в Ленинграде. Похоронен на Комаровском кладбище.

## Творчество
сборники
- «Путь-дорога» (1947)
- «Светлый день» (1951)
- «Прямые слова» (1950)
- «Молодость моя» (1956)
- «Ветер с Невы» (1961)
- «Перекрёсток свиданий» (1962)
- «Одна земля» (1970)

детские сборники
- «Весенние фонарики» (1965)
- «Золотой пожар» (1972)
- «Белая дорожка» (1973)

некоторые произведения
- «О нём всегда я думаю в пути»
- «Великая дружба»
- «Самый светлый день»
- «Ленина и Сталина страна»
- «Стихи о Кирове»
- «Идут коммунисты»
- «Иду к океану» (1978)

## Награды и премии
- Государственная премия РСФСР имени М. Горького (1980) — за сборник «Стихотворения. Поэмы»